# HMY Victoria and Albert (1855)
Il HMY Victoria and Albert è stato un panfilo reale britannico dal 1855 al 1900, il secondo a portare tale nome.
Fu varato il 16 gennaio 1855. Si trattava di un piroscafo a pale lungo 110 metri e largo circa 20. Dislocava 2.470 tonnellate e poteva raggiungere i 15 nodi. Apparteneva alla Royal Navy, che ne curava l'esercizio con un equipaggio di 240 uomini.
Il Victoria and Albert II fu demolito nel 1904.
Sullo stesso progetto nel 1865 fu costruito il panfilo El Horria per il chedivè d'Egitto Isma'il Pascià. È il più vecchio piroscafo ancora in servizio.

## Tenders
A causa del pescaggio di quasi cinque metri, il Victoria and Albert era accompagnato da vari "tenders" ovvero imbarcazioni d'appoggio.
L’Alberta era un piccolo battello a pale che veniva usato fra l'altro per trasbordare la Regina Vittoria dalla residenza di Osborne House a Cowes al Victoria and Albert.
Il Fairy pescava 2,23 metri ed era utilizzato per spostamenti in acque poco profonde in cui il Victoria and Albert non poteva addentrarsi.
Infine l’Elfin pescava solo 1,47 m e serviva per portare dalla terraferma al panfilo la posta e la corrispondenza governativa.

## Altri panfili reali dello stesso nome
- Victoria and Albert (1843-1855), poi ribattezzato Osborne.
- Victoria and Albert (1901-1939)